# Никифор I (митрополит Киевский)
Митрополи́т Ники́фор (XI век — 1121) — киевский митрополит, автор посланий и поучений.

## Биография
Родом из Суры Ликийской в Малой Азии, районе Демре. По происхождению грек.

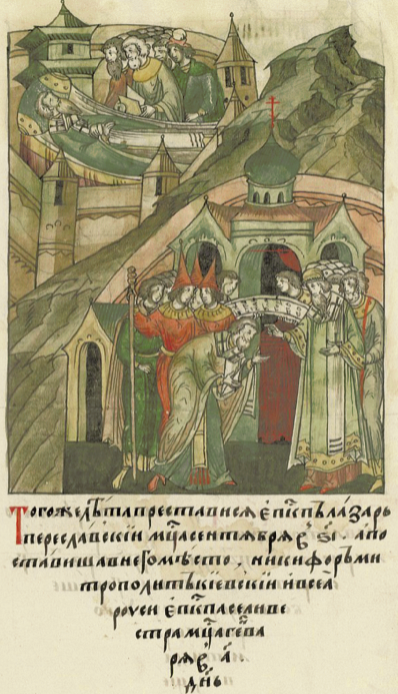
Никифор I посвящает епископа Переяславского Селивестра после смерти епископа Лазаря

Прислан на Русь Константинопольским патриархом в 1104 году. В Киев прибыл 6 декабря 1104 года (по другим источникам, 6 декабря 1103 года), а 18 декабря назначен на русскую митрополию.
Это был архипастырь «учёный» и «простой», ревностный к своему делу. Известен участием в официальной канонизации Феодосия Печерского в 1108 году по инициативе игумена Киево-Печерского монастыря Феоктиста и при поддержке киевского князя Святополка Изяславича.
При нём «ознаменовали себя многими чудесами» перенёсенные 2 мая 1115 года в новый храм святые мощи благоверных князей Бориса и Глеба; посетили Киев принесенные из Царьграда мощи великомученицы Варвары. По сохранившимся источникам его пастырской деятельности видно, что митрополит Никифор заботился о благе своей паствы. Считается, что именно он основал в Полоцке епархию, назначил 13 декабря 1105 года епископа Мину.
В январе 1121 года митрополит Никифор скончался. У Макария (Булгакова) дата смерти — апрель 1121 года.

## Литературное наследие
Написал (по-видимому, на греческом языке) несколько произведений нравоучительного характера, которые, вероятно, тогда же были переведены на дневнерусский язык. Они дошли до нас в сборниках, обычно в соединении с произведениями Мефодия Патарского, и на этом основании К. Ф. Калайдович допускал, что именно Никифор и перевёл сочинения Мефодия.
По спискам не ранее XVI века до нас дошли:
- Послание к Владимиру Всеволодовичу Мономаху о посте, о воздержании чувств («Благословен бог и благословено имя святое славы его…»);
- «Послание от Никыфора митрополита Киевского к Владимеру князю всея Руси, сыну Всеволожу, сына Ярославля» — о разделении церквей на восточную и западную («Въпрашал еси был, благородный княже, како отвержени быша латине…»), оба текста приведены в ВМЧ под 20 VI; ГИМ, Синод. собр., № 121, л. 444—450;
- Послание о латинянах к муромскому князю Ярославу Святославичу («Послание от Никифора митрополита Киевского всея Руския земля, написание на латыну к Ярославу, князю муромскому, Святославичю, сына Ярославля о ересех»), помещено в ВМЧ под 31 VIII; ГИМ, Синод. собр., № 183, л. 588—593;
- поучение о посте, которое представляет собою распространение текста 1, встречается в разных редакциях с различными заглавиями и представлено многочисленными списками (иногда в сочетании с выдержками из других поучений о посте);
- Филарет атрибутировал Никифору также сказание о чудесах Бориса и Глеба. Поучения о посте дают важный материал для суждения о нравах в начале XII века, послания представляют собою ответы на вопросы князей о различиях между православной и католической церквями после их разделения после 1054 года (всего указано 20 расхождений) и с призывами отступить от следования «латинщине».